# 芬兰外交部
芬兰外交部（芬蘭語：Suomen ulkoministeriö），芬兰政府组成部门之一，负责芬兰外交事务。
芬兰外交部一般有两到三位政府部长来掌管不同方面的事务。现时（从2019年6月起）外交部长为埃利娜·瓦爾托寧 ，外貿與發展部长为維爾·塔維歐 。